# Pniewo (województwo łódzkie)
Pniewo (niem. Neu-Tilbeck) – wieś w Polsce położona w województwie łódzkim, w powiecie kutnowskim, w gminie Bedlno.
Miejsce to nazywało Neu-Tilbeck aż do Il wojna światowa.
W latach 1975–1998 miejscowość położona była w województwie płockim.

## Zabytki
Według rejestru zabytków NID na listę zabytków wpisane są obiekty:
- zespół dworski, XIX-XX w., nr rej.: 584 z 23.02.1988:
  - dwór
  - park